# 俄斯特拉发市体育场
俄斯特拉发市体育场（捷克語：Městský stadion），即俄斯特拉发维特科维采市立体育场（Městský stadion v Ostravě-Vítkovicích）是位于捷克共和国俄斯特拉发维特科维采区的多功能体育场，现主要举办足球比赛。体育场可容纳15,275名观众，足球比赛时仅可容纳15,163名观众。